# Ludovic Cruchot

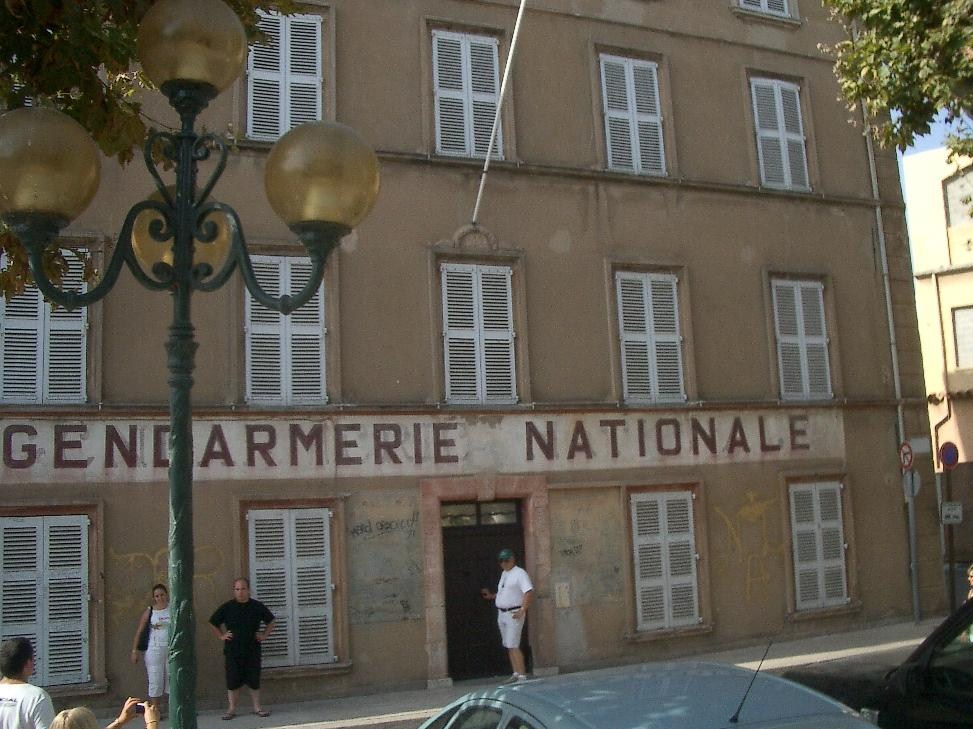
Posterunek w Saint-Tropez, w którym pracował żandarm Ludovic Cruchot

Ludovic Cruchot – postać fikcyjna, funkcjonariusz  Francuskiej Żandarmerii Narodowej. Bohater francuskiej komediowej serii składającej się z sześciu filmów fabularnych w reżyserii Jeana Giraulta, z lat 1964-1982. W rolę tę wcielił się Louis de Funès.

## Charakterystyka postaci
Żandarm Ludovic Cruchot jest niewysokim, ale bardzo energicznym funkcjonariuszem. Jest surowym służbistą. Pracował z oddaniem jako wiejski żandarm w gminie Belvédère (departament Alpy Nadmorskie), gdy nagle otrzymał przeniesienie do nadmorskiego kurortu Saint-Tropez na Lazurowym Wybrzeżu. Tam dostaje się pod dowództwo komendanta Jérôme’a Gerbera (Michel Galabru), sam zaś zostaje przełożonym żandarmów: Luciena Fougasse’a (Jean Lefebvre), Alberta Merlota (Christian Marin), Gastona Tricarda (Guy Grosso), Julesa Berlicota (Michel Modo), Beaupieda (Maurice Risch), Taupina (Jean-Pierre Rambal) i Perlina (Patrick Préjean) oraz, w szóstej części, czterech żandarmetek.
Jest wdowcem z dorastającą córką Nicole (Geneviève Grad). W trzecim filmie żeni się z wdową po pułkowniku żandarmerii, Joséphą Lefrançois (Claude Gensac).

## Filmy serii
- 1964: Żandarm z Saint-Tropez  (Le gendarme de St. Tropez), scenariusz Richard Balducci; film był pierwszym wielkim sukcesem kinowym Louisa de Funèsa, frekwencja w kinach we Francji wyniosła 7,81 mln widzów[5]
- 1965: Żandarm w Nowym Jorku (Le gendarme a New York), scenariusz Jean Girault i Jacques Vilfrid; frekwencja we Francji wyniosła 5,5 mln widzów[6]
- 1968: Żandarm się żeni (Le gendarme se marie), scenariusz Jean Girault i Jacques Vilfrid; frekwencja we Francji wyniosła 6,83 mln widzów[7]
- 1970: Żandarm na emeryturze (Le gendarme en balade), scenariusz Jean Girault i Jacques Vilfrid; frekwencja we Francji wyniosła 4,87 mln widzów[8]
- 1979: Żandarm i kosmici (Gendarme et les extra-terrestres), scenariusz Jacques Vilfrid; frekwencja we Francji wyniosła 6,28 mln widzów[9]
- 1982: Żandarm i policjantki (Le gendarme et les gendarmettes), scenariusz Jacques Vilfrid; ostatni film z udziałem Louisa de Funèsa, aktor zmarł rok później[10]

W 2016 w budynku, w którym nagrywane było pięć pierwszych filmów z serii, zostało otwarte Muzeum Żandarmerii i Kina.